# Barbara Petzold
Barbara Petzold-Beyer (* 8. August 1955 in Hammerunterwiesenthal) ist eine ehemalige deutsche Skilangläuferin, die in den 1970er und 1980er Jahren für die DDR startete.

## Leben
Die Tochter von Genossenschaftsbauern besuchte die Erweiterte Oberschule und legte das  Abitur ab. Sie wurde 1970 Mitglied der Freien Deutschen Jugend (FDJ). Von 1976 bis 1978 studierte sie an der Karl-Marx-Universität Leipzig und ab 1980 an der Humboldt-Universität zu Berlin Rechtswissenschaften.
Von 1976 bis 1981 war sie Nachfolgekandidatin der Volkskammer der DDR. Während der 8. und 9. Wahlperiode gehörte sie von 1981 bis 1986 für die FDJ der Volkskammer an. Von 1976 bis 1981 gehörte sie dem Ausschuss Kultur an und war von 1986 bis 1990 Mitglied des Mandatsprüfungsausschusses der Volkskammer. Von 1977 bis 1989 war sie Mitglied der SED. Ab 1982 arbeitete sie als Mitarbeiterin der Abteilung Jugendfragen, Körperkultur und Sport beim Rat des Bezirkes Karl-Marx-Stadt.
Petzold arbeitet seit April 1990 als Rechtsanwältin. Ihre Tätigkeit als Kampfrichterin des Weltverbandes FIS beendete sie 2005.
1980 erhielt sie den Vaterländischen Verdienstorden in Silber.

## Sportliche Karriere
Petzold begann 1967 mit dem Training im Skilanglauf und startete von 1969 bis 1982 für den SC Traktor Oberwiesenthal unter Trainern wie Erich Linke, Heinz Nestler und Christine Nestler. Ihren ersten internationalen Erfolg hatte sie bei den Junioreneuropameisterschaften 1971 in Nesselwang. Dort gewann sie die Silbermedaille mit der Staffel. Bei den Weltmeisterschaften 1974 in Falun holte sie über 10 km und mit der Staffel jeweils die Silbermedaille. Zudem wurde sie dort Vierte über 5 km. Im folgenden Jahr errang sie bei den Svenska Skidspelen und bei den Lahti Ski Games jeweils den dritten Platz mit der Staffel. Bei den Olympischen Winterspielen 1976 in Innsbruck holte sie mit der Staffel die Silbermedaille. Zudem lief sie dort auf den 11. Platz über 5 km und auf den siebten Rang über 10 km. Im März 1976 siegte sie bei den Svenska Skidspelen über 10 km und mit der Staffel und bei den Lahti Ski Games über 10 km. Mit der Staffel kam sie in Lahti auf den zweiten Platz. Im folgenden Jahr belegte sie bei den Svenska Skidspelen den dritten Platz über 10 km und den zweiten Platz mit der Staffel und bei den Lahti Ski Games den dritten Platz mit der Staffel. Bei den Weltmeisterschaften im Februar 1978 in Lahti gewann sie erneut die Silbermedaille mit der Staffel. In den Einzelrennen dort lief sie auf den 17. Platz über 10 km, auf den 15. Rang über 5 km und auf den neunten Platz über 20 km. Bei den Olympischen Winterspielen 1980 holte sie Gold mit der Staffel und über 10 km und wurde damit erste deutsche Olympiasiegerin im Skilanglauf. Zudem errang sie dort den vierten Platz über 5 km. In der Saison 1980/81 triumphierte sie in Lahti über 5 km und 10 km. Außerdem lief sie in Klingenthal über 5 km auf den dritten Platz und in Oslo über 5 km auf den zweiten Platz und erreichte damit den neunten Platz im Gesamtweltcup. Ihr letztes internationales Rennen absolvierte sie bei den Weltmeisterschaften 1982 in Oslo. Dort holte sie die Silbermedaille mit der Staffel. Bei DDR-Skimeisterschaften gewann sie 23 Medaillen. Fünfmal wurde sie Meisterin mit der Staffel von SC Traktor Oberwiesenthal (1973, 1977, 1978, 1980, 1982) und über 20 km (1975, 1977–1980), zweimal über 10 km (1977, 1981) und jeweils einmal über 5 km (1981) und 15 km (1974).